# 시모고리 신호장
시모고리 신호장(일본어: 下郡信号場)은 일본 오이타현 오이타시에 있는 규슈 여객철도 닛포 본선 · 호히 본선의 신호장이다.

## 신호장 구조
오이타 역 보다 마키역 · 다키오역 방향으로 약 2.2km에 있는 신호장. 마키 역 · 다키오 역 쪽 보다 오이타 철도 영업부 오이타 차량 센터로부터의 입·출고선이 닛포 본선(2006년 3월 18일 보다) · 호히 본선에 합류한다.
본 신호장은, 오이타 철도 영업부 오이타 차량 센터에서의 열차 회송(입.출고) 때문에 설치되어 있다. 단순한 '단선 분기형 신호장'이기 때문에, 열차의 교환 · 대비는 불가능하다.

## 주변
- 오이타 철도 영업부 오이타 차량 센터
- 오이타 철도 영업부 오이타 운송 센터
- 닛포 본선 마키역

## 역사
- 1914년 4월 1일 : 호슈 본선 · 이누카이 게이벤 선 개업에 수반해 양선의 분기점으로 시모고리 신호소 개설(초대).
- 1922년
  - 4월 1일 : 시모고리 신호장으로 개칭.
  - 9월 2일 : 선명 개칭 이누카이 게이벤 선 → 이누카이 선 (게이벤 선 호칭 폐지).
- 1928년 12월 2일 : 이누카이 선 연신 개업 · 전체 개통에 수반해 호히 본선으로 선명 개칭.
- 1932년 12월 6일 : 호슈 본선 연신 개업 · 전체 개통에 수반해 닛포 본선으로 선명 개칭.
- 1963년 3월 20일 : 오이타 - 시모고리 신호장 간에서의 닛포 본선 · 호히 본선의 노선 분리에 수반해 초대 신호장 폐지.
- 1967년 8월 13일 : 오이타 전차구 (당시)로의 분기점으로서 초대와 같은 장소에 신호장 개설(2대째).
- 1987년 4월 1일 : 일본국유철도 분할 민영화에 의해 규슈 여객철도가 승계.
- 2006년 3월 18일 : 오이타 역 주변 고가화 공사의 진척에 수반해, 닛포 본선의 오이타 역 · 오이타 차량 센터 간에 신호장을 신설.

## 인접 시설
| 닛포 본선          | 닛포 본선   | 닛포 본선              |
| ------------------ | ----------- | ---------------------- |
| 오이타 고쿠라 방면 | ■ 닛포 본선 | 마키 가고시마추오 방면 |
| 호히 본선          |             |                        |
| 다키오 구루메 방면 | ■ 호히 본선 | 오이타 방면            |